# 梶原敬義
梶原 敬義（かじわら けいぎ、1937年1月2日 - ）は、日本の政治家。元参議院議員（3期）。

## 来歴・人物
大分県別府市出身。1960年、大分大学経済学部卒業。
1983年の第13回参議院選挙に日本社会党公認で立候補し、初当選。その後、1989年の第15回参議院選挙、1995年の第17回参議院選挙でも当選し、計3期18年にわたって参議院議員を務めた。
この間、1991年9月12日に発足した社会党シャドーキャビネットでは内閣官房副長官に任じられ、1995年8月8日に発足した村山改造内閣では大蔵政務次官に就任している。また、1996年の社会民主党への党名変更後も、社民党にとどまった。1998年1月の党役員改選では、政審会長及川一夫の退任が決まると労組系の議員を背景として同会長の後任に名乗りを上げたこともある。
しかし、2001年7月の第19回参議院議員通常選挙では、自由民主党が圧勝し、民主党、自由党などとの選挙協力が整い盤石と見られていた梶原も、自民党の後藤博子に敗れ落選した。
2012年春の叙勲で旭日重光章受章。

## 当時の政策
選択的夫婦別姓制度導入に賛同する。